# Bjolderup Kirke
Bjolderup Kirke er en sognekirke beliggende i landsbyen Bjolderup ca. 12 km VSV for Aabenraa. Bjolderup Sogn har knap 1900 indbyggere og indgår i Bjolderup-Uge Pastorat. Den største by i sognet er stationsbyen Bolderslev 3 km øst for kirkebyen.

## Kirkens historie
Bjolderup Kirke er bygget i 1100-tallet, muligvis som efterfølger for en trækirke, som var en del af en stormandsgård på stedet. I 1300-tallet er kirkeskibet udvidet mod vest og i 1589 blev det bastante tårn tilføjet. Under Kejserkrigen 1624-27 blev kirken brændt ned af danske tropper, som var på tilbagetog, forfulgt af de kejserlige tropper under Wallenstein. Det nuværende våbenhus er bygget i 1816 som erstatning for et ældre våbenhus.

## Kirkens ydre
Kirken består af tårn, skib med våbenhus, kor og apsis og er bygget af rå kamp på en profileret sokkel og med kvadersten i hjørnerne. Tilbygningen fra 1300-tallet er også af rå kamp, men har munkesten i hjørnerne. Tårnet er bygget af skiftevis gule og røde bånd af munkesten og har et højt ottekantet spir, som i det flade land ses i miles omkreds. Kirken er overalt tækket med skifer. Bortset fra tårnet og våbenhusets gavl er kirken hvidkalket. Vinduerne på sydsiden er nyere bortset fra vinduesåbningen i apsis. På nordsiden ses spor efter de oprindelige vinduesåbninger. Desuden er der spor efter en norddør og efter en "præstedør" på sydsiden af koret. På kirkegården bemærker man til højre for våbenhuset et monument for de 51 mænd fra sognet, som faldt under 1. Verdenskrig.

## Kirkens indre
I våbenhuset ses en middelalderlig gravsten med et indhugget kors med rødder forneden, et såkaldt livstræ, samt en runeindskrift, som på nudansk lyder "Ketil Urne ligger her". Stenen, som er fra omkring 1200, blev fundet et ukendt sted i 1717 og bragt til Bjolderup Kirke, hvor den i mange år blev brugt som dørtrin ved kirkedøren og senere blev anbragt i kirkegårdsdiget. Fra 1825 havde den sin plads i våbenhuset, men i 1841 blev den solgt til det daværende museum for oldtidshistorie i Kiel i Tyskland og senere kom den til museet på Gottorp Slot i Sydslesvig. I forbindelse med museets 150 års jubilæum blev stenen i 1987 givet tilbage til Bjolderup Kirke.
Skib og kor har fladt gipsbeklædt loft, i apsis ses et kvart kuglehvælv og i tårnets underrum et krydshvælv. I kirkerummets nordside se to pulpiturer med bibelske malerier fra slutningen af 1700-tallet.
Altertavlen på det middelalderlige alterbord er ifølge en indskrift fra 1639 og i barokstil. Den menes lavet på Claus Gabriels værksted i Flensborg. Midterbilledet viser en nadverscene. Sidebillederne viser Kristus med verdenskuglen og Johannes Døberen. Forneden er der et maleri af Kristi dåb og foroven et maleri af Kristus som smertensmand. Desuden ser man de fire evangelister som fritstående figurer.
Prædikestolen og den tilhørende lydhimmel er fremstillet omtrent samtidig med altertavlen og formentlig på samme værksted. I felterne er der billedskærerarbejder med scener fra Det nye Testamente.
Døbefonten er af træ og samtidig med altertavle og prædikestol. Den har malerier af evangelisterne.
Over korbuen ses et middelalderligt korbuekrucifiks.
I koret finder man en præstestol og en degnestol, begge fra omkring 1775.
Orglet, som er anbragt i tårnrummet, er fra 1881 og fremstillet af firmaet Marcussen og Søn i Aabenraa. Det har 10 stemmer.

## Galleri
- Ketil Urnes gravsten i våbenhuset
- Kirkens indre set mod alteret
- Kirkens indre set mod orglet
- Alteret
- Prædikestolen
- Døbefonten
- Korbuekrucifikset
- Præstestolen
- Degnestolen